# Лазарев, Алексей Евдокимович
Алексей Евдокимович Лазарев (1775 (?) — 23 марта (4 апреля) 1825) — прапорщик гвардейской инвалидной роты № 1 гвардейской инвалидной бригады в составе лейб-гвардии Гарнизонного батальона.
В 1807 году, будучи гренадером Преображенского полка, был награждён на параде русских и французских войск в городе Тильзите императором Франции Наполеоном орденом Почетного легиона.
Описан в романе «Война и мир» Льва Толстого в сцене парада.

## Биография
Родился в 1775 (?) году — даты рождения Лазарева в формулярном списке нет, но есть пометка: в 1816 году, когда составлялся список, ему — 41 год. По происхождению — из солдатских детей.
Сведения о жизненном пути Лазарева Алексея Евдокимовича малоизвестны.
Начал службу в русской армии 1-го июня 1790 года в Екатеринбургском пехотном полку. Ветеран, участник войн России с Францией в период Наполеоновских войн.

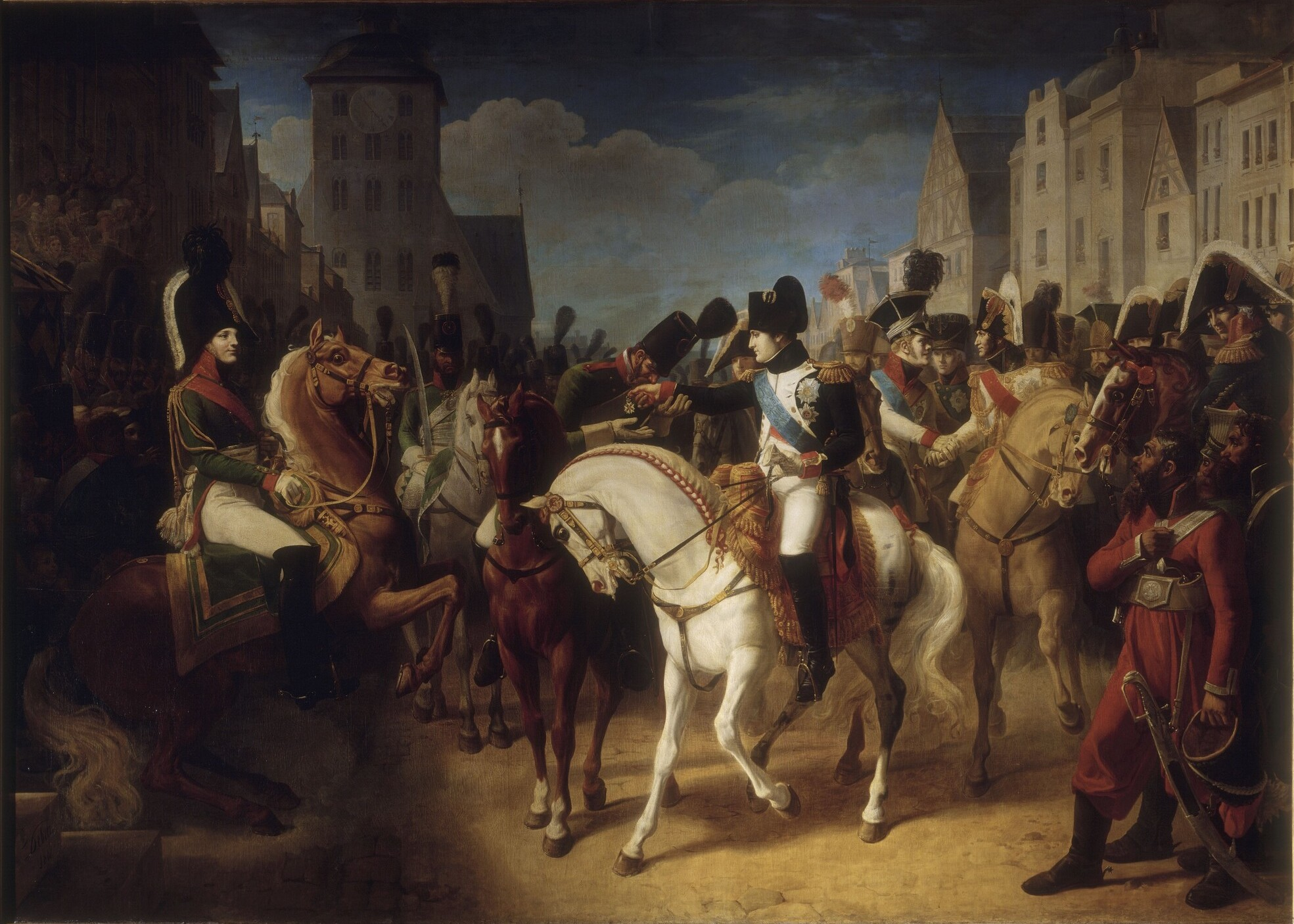
Картина Жана-Батиста Дебре «Наполеон I награждает в Тильзите гренадёра Лазарева крестом Почётного легиона»

В день ратификации Тильзитского договора 27-го июня (9 июля) 1807 года во время парада русских и французских войск Наполеон изъявил желание наградить орденом Почетного легиона «самого храброго русского солдата». При этом выбор пал на правофлангового гренадера Преображенского полка Лазарева. Наполеон снял с себя орден Почетного Легиона и надел его на Лазарева, приказав производить ему ежегодно по 1200 франков. Наполеон сказал гренадеру: «Ты будешь помнить этот день, когда мы, твой государь и я, сделались друзьями».

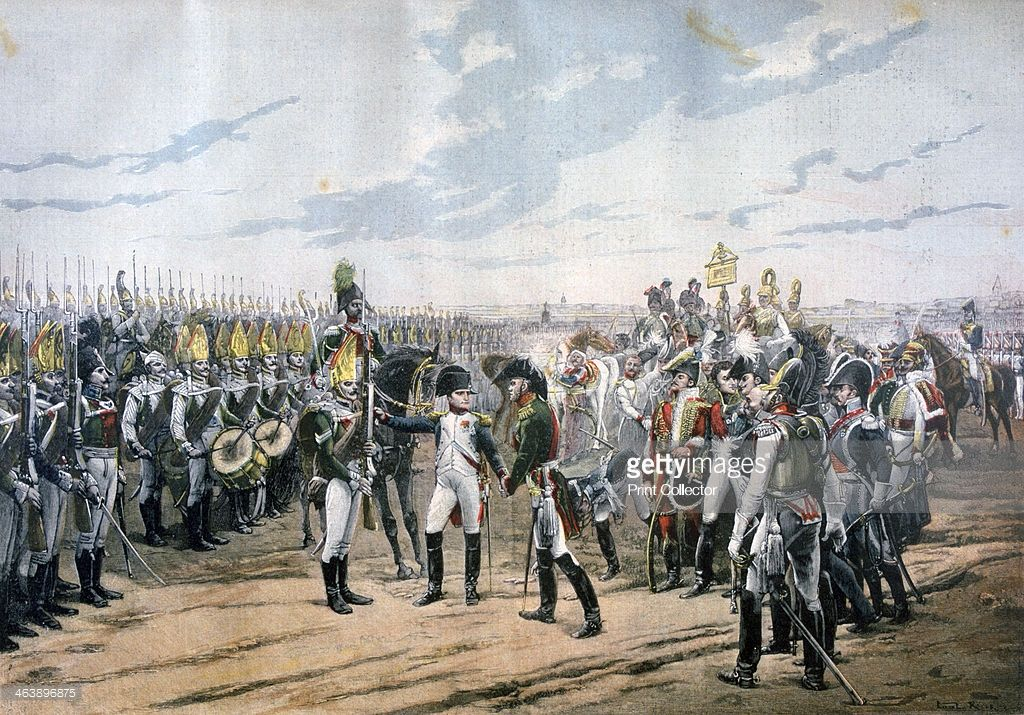
Иллюстрация «Наполеон I в Тильзите, 1807», «Le Petit Journal», 1894 год

Впоследствии, будучи послом в Петербурге, Арман де Коленкур приглашал Лазарева на свои балы и обеды, и дарил ему ленты ордена Почетного Легиона.
В 1809 году по повелению российского цесаревича и великого князя Константина Павловича, унтер-офицера лейб-гвардии Преображенского полка Алексея Лазарева лишили ордена Почётного легиона за «учинённые им дерзкие поступки против фельдфебеля Тиравина и разжаловали без суда в рядовые», переведя в Азовский пехотный полк. В составе этого полка он участвовал в Отечественной войне 1812 года и заграничном походе русской армии. Он отличился при Березине, взяв в плен немало французов, в 1813 году при мызе Рукдим был «легко ранен в голову выше левого уха». В 1814 году его наградили Георгиевским крестом, а в 1816 году за военные заслуги произвели в гвардейские прапорщики. В том же году находился при дворе шведского короля Карла XIII, возглавляя команду лучших русских гвардейцев.
В июле 1819 года у прапорщика Лазарева во время посещения знакомого в Санкт-Петербурге произошел конфликт с хозяйкой квартиры, у которой снимал комнату его знакомый. Также досталось и случайному свидетелю конфликта. В результате причиненных побоев «чиновнику и мещанке» прапорщик Лазарев был предан военному суду в октябре 1819 года. Однако судебное дело Лазарева было отправлено на пересмотр, ввиду изменившихся показаний участников и свидетелей конфликта. Решение по делу Лазарева затянулось.
23 марта (4 апреля) 1825 прапорщик Лазарев, так и не дождавшись решения по своей участи, покончил жизнь самоубийством.
10 апреля 1825 года Санкт-Петербургский комендант сообщал в Аудиториатский Департамент Главного Штаба Его Императорского Величества: «Находившийся при санкт-петербургском ордонансгаузе под судом гвардейской инвалидной № 1 роты прапорщик Лазарев и содержавшийся на гошпитальной гауптвахте 4-го сего апреля застрелился…»

## Роман «Война и Мир»
Лев Толстой при описании сцены парада в романе «Война и мир» почти дословно повторил историю о награждении Лазарева из «Описания второй войны императора Александра с Наполеоном» знаменитого военного историка Михайловского-Данилевского.